# Alfred von Overbeck
Alfred Freiherr von Overbeck, auch Alfred d’Overbeck (* 18. April 1877 in Stuttgart; † 15. Januar 1945 in Freiburg im Üechtland), war ein deutsch-schweizerischer Rechtswissenschaftler.

## Leben und Wirken
Overbeck war der Sohn des aus Lemgo stammenden österreichischen Generalkonsuls in Hongkong, Gustav Overbeck, und seiner amerikanischen Frau Romaine, geb. Goddard. Er studierte Rechtswissenschaften an den Universitäten Freiburg im Breisgau und München. 1902 wurde er in Freiburg im Breisgau zum Dr. jur. promoviert.
Er trat zunächst in den badischen Staatsdienst ein, ließ sich dann jedoch für eine längere Studienreise in die USA und in die Schweiz beurlauben. 1906 wurde er außerordentlicher Professor und 1909 ordentlicher Professor für Straf- und Prozessrecht an der Universität Freiburg im Üechtland. 1914 war er Gastprofessor an der Universität Lausanne. Für das akademische Jahr 1927/28 übernahm er das Rektorat der Freiburger Universität.
Seit 1913 war er Ehrenmitglied der katholischen Studentenverbindung KDStV Teutonia Freiburg im Uechtland.
Sein Sohn Alfred E. von Overbeck (1925–2016) wurde ebenfalls Jura-Professor in Freiburg.

## Werke (Auswahl)
- Das Strafrecht der französischen Encyclopädie. Ein Beitrag zur Geschichte der Aufklärung im 18. Jahrhundert. Karlsruhe: Braun 1902 (Dissertation, Universität Freiburg im Breisgau, 1902).
- Niederlassungsfreiheit und Ausweisungsrecht dargestellt auf der Grundlage des deutsch-schweizerischen Vertrages vom 31. Mai 1890. Eine Untersuchung über die öffentlichrechtliche Stellung des Ausländers (= Freiburger Abhandlungen aus dem Gebiete des öffentlichen Rechts. H. 10). Karlsruhe: Braun, 1907.
- Die Erscheinungsformen des Verbrechens im Lichte der modernen Strafrechtsschule. Mit besonderer Berücksichtigung der Versuchslehre (= Kritische Beiträge zur Strafrechtsreform. H. 4). Leipzig: Engelmann, 1909; Nachdruck: Aalen: Scientia, 1978, ISBN 3-511-06384-1.
- Die Kapitulationen des Osmanischen Reiches (= Zeitschrift für Völkerrecht. Bd. 10, H. 3, Beigabe). Breslau: Kern, 1917.
- Schuldbetreibung und Konkurs nach schweizerischem Recht. Zürich: Schulthess, 1926.
- Grenzen der Individualisierung im Strafrecht. Rektoratsrede gehalten am 15. November 1927 zur feierlichen Eröffnung des akademischen Studienjahres. Freiburg: St. Paulus-Druckerei, 1928.
- mit Philipp Thormann: Das schweizerische Strafgesetzbuch. Zürich: Schulthess, 1940–1943 (Kommentar).